# Římskokatolická farnost Družec
Římskokatolická farnost Družec je zaniklá farnost Římskokatolické církve v kladenském vikariátu pražské arcidiecéze. Farním kostelem byl kostel Nanebevzetí Panny Marie ve Družci.

## Historie
Farnost i fara se poprvé připomíná (tehdy však pravděpodobně jako plebánie) v roce 1352 jako "Družec cum Žilina", kdy odvedla desátek nebo odpustek o 30 groších. Již tenkrát zde byla zřízena farní škola. Jako jeden z prvních zde působících knězů se připomíná Konrád, který zde působil asi do roku 1366. Za jeho nástupce byl Karlem IV. stvrzen Ondřej z Prahy a po něm Václav, jenž působil v kostele všech Svatých v Praze a byl do funkce navržen děkanem a Kapitulou Všech Svatých v Praze. Po něm byl ve funkci Martin, který si posléze vyměnil místo s lišanským farářem Lvem.  
Zprávy o farnosti pak umlkají zhruba až do roku 1599.  
Farnost a farní kostel byly za třicetileté války silně poškozeny. Dosavadní farář Václav Kapihorský byl dokonce v roce 1637 švédskými vojsky zavražděn nebo odveden do zajetí. Když poté nebyl k dispozici farář (a skoro i kostel), fara zůstala neobsazena až do roku 1664, kdy nastoupil Václav Alexius Zelenka, který také založil první družeckou matriku. Kostel byl za jeho působení v letech 1688–1689 opraven.  
Ve zprávě od jeho nástupce Antonína Ludvíka Urbanida z roku 1700 je uvedeno, že družecká farnost měla dohromady 537 duší. V Družci 111, ve Velké Dobré 66, v Malé Dobré 41, v Doksech 60, v Kamenných Žehrovicích (součástí do konce 18. století) 105, v Dolním Bezděkově 18, ve Lhotě 63 a v Žilině taktéž 63.  
Po úmrtí faráře Czermina v roce 1943 nastoupil na jeho místo nějakou jistou dobu zastupující kněz Klemš, po něm byla nicméně fara opuštěna a bohoslužby byly v Družci prováděny kněžími z Kladna.  
Farnost zanikla přelomem roků 2008 a 2009 sloučením pod římskokatolickou farnost Unhošť.

### Duchovní správcové vedoucí farnost
- 1352?–66 Konrád
- 1366–74 Ondřej
- 1374–1413 Václav
- 1413–17 Martin
- 1417–? Lev
- 1565? Vojtěch
- 1599? Ondřej Frantz
- 1605? Šimon Galleryt
- 1627–37 Václav Kapihorský
- 1637–64 fara neobsazena
- 1664–91 Václav Alexius Zelenka
- 1691–1705 Antonín Ludvík Urbanides
- 1705–07 Samuel Černohorský
- 1707–16 Matyáš Alexius Borecký
- 1716 Antonín Lysý
- 1717–20 Jan Pánek
- 1720–22 Jan Novák
- 1722–25 Matyáš Souček
- 1725–28 Jiří Čermák
- 1728–30 Norbert Krumlovský
- 1730–32 Frant. Růžička
- 1732–39 Josef Wagner
- 1739–45 Ant. Khollschreiber
- 1745–51 Frant. Adam Cink
- 1751–59 Jan Cipellius
- 1759–61 Jan Melichar Hadek
- 1761–75 Ant. Heinl
- 1775–81 Frant. Borg. Tadeáš Klinkáček
- 1781–85 Ant. Petr Herzog z Adlesdbergu
- 1785–1805 Jan Ullrich
- 1805–09 Frant. de Paula Mensi
- 1809–10 Matyáš Peregrin Šimák
- 1810–16 Jan Ant. Slavětínský
- 1816–27 Jos. Arnošt Hořejší
- 1828–31 Vojtěch Ferd. Litschka
- 1831–45 Josef Kubišta
- 1845–46 Frant. Borg Václ. Baroch
- 1846–62 Ant. Kremer
- 1862–69 Frant. Cebuský
- 1869–73 Václav Rejfíř
- 1873–83 Frant. Hraběta
- 1883–86 Klement Markrab
- 1886–89 Martin Kabát
- 1889–92 Jiří Jerman
- 1892–1921 Josef Sainer
- 1921–38 Bohuslav Pohlídal
- 1938–43 Ludolf Czermin
- 1943–? Klemš
- ?–1989 fara neobsazena
- 1989–2008 Jaroslav Ptáček